# عبد الله باجبير
عبد الله عبد أحمد باجبير هو إعلامي وكاتب صحافي ورئيس تحرير مجلة سيدتي سابقا، اشتهر بزاويته اليومية «قهوة الصباح» في صحيفة الشرق الأوسط، له عدة مؤلفات منها (قل لي .. من أنت) و(إحذر أن ينكسر قلبك)، (صداع كوني اسمه الحب) و( من أجل عينيك) و( حوار مع امرأة مجهولة) و( خلف الأبواب الموصدة) و(الفلوس والحب) و( قلت وقالوا).

## النشأة
ولد في مدينة جدة في السعودية عام 1945م، تلقى تعليمه في هذه المدينة الساحلية على البحر الأحمر، ليدخل بعد دخل إلى عالم الصحافة المكتوبة عبر الصحافة الرياضية في صحيفة عكاظ السعودية، وترأس هذا القسم عام 1386 هـ، ثم أصبح مديرا لمكتب جريدة عكاظ في لندن وممثلاً لها في أوروبا، ثم أصبح رئيس تحرير مجلة سيدتي من عام 1409 هـ إلى عام 1421 هـ.